# La Primula Rossa (film 1934)
La Primula Rossa (The Scarlet Pimpernel) è un film del 1934 diretto da Harold Young. La sceneggiatura è l'adattamento cinematografico del lavoro teatrale The Scarlet Pimpernel - firmato dalla baronessa Orczy e da Montague Barstow - che fu presentato a Broadway nel 1910, interpretato da Fred Terry e Julia Neilson. La pièce a sua volta era tratta dal romanzo La primula rossa della Orczy.
Il romanzo della baronessa Orczy era stato in precedenza portato sullo schermo dalla Fox Film Corporation che, nel 1917, aveva prodotto The Scarlet Pimpernel, con Dustin Farnum come protagonista.

## Trama
Durante la Rivoluzione francese, numerosi aristocratici francesi sfuggono alla morte grazie alle audaci imprese della Primula Rossa e dei suoi amici e collaboratori, esponenti dell'aristocrazia inglese. Fra le ultime fughe progettate, c'è quella del conte de Tournay, ex ambasciatore francese a Londra, e della sua famiglia. Uno degli emissari della Primula Rossa, travestito da prete, visita la famiglia in carcere e porta un messaggio di speranza. Mentre i prigionieri sono fatti salire su un carro che li condurrà alla ghigliottina, le guardie trattengono il conte: Robespierre vuole interrogarlo. La contessa e i suoi figli sono salvati con un abile stratagemma e condotti in salvo in Inghilterra.
A Parigi, Robespierre fa chiamare Chauvelin, nuovo ambasciatore a Londra. Convocato il conte de Tournay, gli offrono la salvezza dalla ghigliottina in cambio della sua collaborazione per scoprire l'identità della Primula Rossa. La Primula Rossa è sir Percy Blakeney, un ricco baronetto inglese amico del principe di Galles. Sir Percy cela la sua vera natura sotto l'apparenza del futile damerino, per allontanare i sospetti. La sua finzione è così ben riuscita che neanche sua moglie, la francese Marguerite St. Just, sospetta la verità. Sebbene i due sposi siano innamorati, sir Percy non si fida più della moglie che in passato ha denunciato il marchese de St. Cyr, causando la morte di tutta la sua famiglia sulla ghigliottina.
Attraverso la sua rete di spie, Chauvelin scopre che Armand St. Just, fratello di lady Blakeney, è uno degli agenti della Primula Rossa. Chauvelin ordina l'arresto di Armand e usa la minaccia di farlo ghigliottinare per costringere Marguerite ad aiutarlo a scoprire l'identità della Primula Rossa. Chauvelin sa che la Primula Rossa sarà fra gli invitati ad un prossimo ballo.
Durante il ballo Marguerite intercetta un messaggio per sir Andrew Ffoulkes, un membro della banda della Primula Rossa, nel quale è scritto che la Primula Rossa sarà nella biblioteca a mezzanotte e che l'indomani partirà per portare a termine una missione. Marguerite passa l'informazione a Chauvelin, che si apposta nella biblioteca. Qui trova sir Percy, apparentemente addormentato. Mentre aspetta, Chauvelin si addormenta. Al suo risveglio trova un messaggio della Primula Rossa, che si burla di lui.
La mattina dopo il ballo, Percy Blakeney e Marguerite raggiungono la loro casa in campagna. Qui Marguerite confessa al marito l'arresto del fratello e il suo accordo con Chauvelin. Durante la loro discussione, Percy apprende la verità sulla denuncia del marchese de St. Cyr: il nobile aveva fatto arrestare Marguerite perché suo figlio era innamorato di lei. Quando la Rivoluzione era scoppiata, Marguerite aveva raccontato al suo amico Chauvelin le attività anti-francesi del marchese, e questi lo aveva denunciato. Percy parte per Londra dopo aver promesso a Marguerite di usare la sua influenza a corte per salvare Armand.
Partito il marito, Marguerite resta sola nello studio, e nota un dettaglio nel ritratto del primo baronetto: porta al dito un anello decorato da una primula. Rendendosi conto di aver involontariamente tradito il marito, si precipita fuori della stanza e trova un corriere che le consegna una lettera di Chauvelin. La lettera annuncia che ha finalmente scoperto l'identità della Primula Rossa.
Marguerite parte subito per Londra e si reca da sir Andrew Ffoulkes per avvertirlo del pericolo che sir Percy sta correndo. Partono entrambi per cercare di mettere in guardia Percy Blakeney.
Per attirare la Primula Rossa nella sua trappola, Chauvelin ha fatto trasferire Armand e il conte de Tournay. Nonostante la vigilanza dei suoi uomini, la Primula Rossa riesce a liberarli corrompendo le guardie. Uno dei guardiani, però, rivela a Chauvelin che quella sera la Primula Rossa andrà alla taverna del Lion d'Or. Anche Marguerite va alla taverna, per avvertire il marito, ma viene arrestata da Chauvelin.
Sir Percy Blakeney arriva al momento prestabilito e trova Chauvelin in agguato. Riesce a distrarlo finché Armand e il conte si imbarcano sulla nave, ma quando sta per andarsene, Chauvelin gli annuncia di avere catturato Marguerite. Percy si arrende a condizione che la moglie sia lasciata libera. Viene condotto via da un plotone d'esecuzione, e quando Chauvelin sente gli spari esulta. Ma sir Percy ritorna vivo e vegeto e rivela a Chauvelin che gli uomini del plotone erano i suoi. Chauvelin viene rinchiuso in cantina e Percy, sua moglie e gli altri partono per l'Inghilterra sulla nave.

## Produzione
Il film fu prodotto dalla London Film Productions

## Distribuzione
Distribuito dalla United Artists Corporation, il film uscì nelle sale cinematografiche britanniche il 23 dicembre 1934. Negli USA, venne distribuito il 7 febbraio 1935. Ne vennero fatte diverse riedizioni: il 29 giugno 1942 in Svezia con il titolo Röda nejlikan, nel 1964 in Austria con il titolo tedesco Die scharlachrote Blume e il 19 settembre 1969 in Finlandia come Punainen Neilikka.